# 1 Pułk Artylerii Ciężkiej (WPŚW)
1 pułk artylerii ciężkiej (1 pac) – oddział artylerii ciężkiej Polskich Sił Zbrojnych.
1 pułk artylerii ciężkiej był organicznym oddziałem 2 Korpusu Strzelców  Wojska Polskiego na Środkowym Wschodzie.

## Organizacja formowanie i zmiany organizacyjne
Po pierwszej ewakuacji części Polskich Sił Zbrojnych w ZSRR w kwietniu 1942 na teren Bliskiego Wschodu i wysłaniu kontyngentu przewidzianego na uzupełnienie PSZ na terenie Wielkiej Brytanii, w tym większości 8 Dywizji Piechoty PSZ w ZSRR, pozostało około 14 000 żołnierzy przewidzianych do rozbudowy Wojska Polskiego na Środkowym Wschodzie. Z przybyłych uzupełnień i przebywających na Bliskim Wschodzie jednostek WP oraz przybyłej z Egiptu Samodzielnej Brygady Strzelców Karpackich w maju 1942 przystąpiono do formowania 2 Korpusu Strzelców. Oprócz formowanej 3 Dywizji Strzelców Karpackich, kadrowej 4 Dywizji Strzelców oraz 2 Brygady Czołgów, podjęto formowanie jednostek wspierających szczebla korpusu, w tym pułku artylerii ciężkiej. Na podstawie rozkazu dowódcy Wojska Polskiego na Środkowym Wschodzie l.dz.2470/I/Tj./42 z dnia 27 maja 1942 i rozkazu dowódcy Ośrodka Zapasowego l.dz.1261/Tj/42 z dnia 30 maja 1942 roku, w obozie Barbara, w Palestynie podjęto organizację 1 pułku artylerii ciężkiej. Pułk formowano z żołnierzy 9 pułku artylerii ciężkiej 9 Dywizji Piechoty PSZ w ZSRR, z oficerów i kanonierów Ośrodka Zapasowego Samodzielnej Brygady Strzelców Karpackich, pozostałych na Bliskim Wschodzie oficerów 8 pułku artylerii ciężkiej 8 Dywizja Piechoty PSZ w ZSRR, oficerów i kanonierów z 11 pułku artylerii lekkiej (zapasowy pułk artylerii OOA) oraz ewakuowanej baterii nadwyżek 7 pułku artylerii ciężkiej 7 dywizji Piechoty PSZ w ZSRR. Dodatkowo z grupy oficerów i podchorążych przybyłych z Wielkiej Brytanii. Oddział stanowił artylerię organiczną 2 Korpusu Strzelców. Na podstawie dokumentów organizacyjnych w ramach pułku sformowano: 
- dowództwo pułku.
- dwa dowództwa dywizjonów,
- 4 baterie artylerii,
- pluton łączności,
- czołówkę naprawczą,
- baterię marszową,
- kadrę oddziału pomiarów artylerii[4].

Pierwsze dwa tygodnie trwała organizacja oddziału i urządzanie obozowiska i polepszanie warunków bytowych. 13 czerwca 1942 do brytyjskich ośrodków szkolenia wyjechało pierwszych 6 oficerów i 6 podoficerów pułku. 14 czerwca 1942 do 1 pac dostarczono 16 haubic kal. 155 mm produkcji amerykańskiej oraz 18 ciągników ALC Matador. 21 czerwca w obecności dowódcy 2 Korpusu Strzelców gen. dyw. Józefa Zająca zaprzysiężono 163 szeregowych, którzy jeszcze nie składali przysięgi wojskowej. Od 22 czerwca do 31 sierpnia 1942 w pułku podjęto intensywne szkolenie. Zorganizowano w pułku dwa kursy kierowców, 60 żołnierzy wysłano na kursy kierowców do Centrum Wyszkolenia Broni i Służb. 27 lipca pułk otrzymał broń strzelecką, 2 i 6 sierpnia całość pułku odbyła strzelania z broni osobistej. 11 sierpnia pułk stał się oddziałem gospodarczym, uniezależniając się pod tym względem od Ośrodka Zapasowego WPŚW.    
We wrześniu 1942 1 pac został przewieziony do Iraku. 5 września transportem morskim z Suezu do Basry odjechało 17 oficerów i 550 szeregowych z lekkim sprzętem. Z pociągiem amunicyjnym dla pułku przez Suez odjechał 1 oficer i 20 szeregowych. 17 września transportem kołowym z działami i ciężkim sprzętem odjechało 15 oficerów i 260 szeregowych. 21 września pułk przybył do obozu wojskowego w Qizil Ribat, 13 października 1942 przeniesiony został do obozu wojskowego w Khanaqin. Na miejscu prowadzono dalsze szkolenie w miarę możliwości z uwagi na upały.
W listopadzie tego roku jednostka przemianowana została na 10 pułk artylerii ciężkiej i włączona w skład Grupy Artylerii Armii.

## Obsada personalna pułku
Obsada dowództwa pułku i dywizjonów:
- dowódca pułku - ppłk dypl. Jerzy Orski
- zastępca dowódcy pułku - ppłk Piotr Jezierski
- adiutant pułku - kpt. Bolesław Łotarewicz
- kwatermistrz  - kpt. Eugeniusz Gintoft-Dziwiłł
- dowódca I dywizjonu - mjr Antoni Pajdo
- dowódca II dywizjonu - mjr Franciszek Kikal